# 農本主義 (日本)
農本主義（のうほんしゅぎ）是第二次世界大戰前的日本，主張以農業作為立國基礎的思想或運動。

## 概要
農本主義的思想可由「農為國本（基）」（農は国の本（基））的短句來表現。農本主義成立的起因是明治維新以降，工業革命之後，工業化造成農村社會的解體，為了與之對抗，維持農業・農村社會的存續。農本主義的歷史以第一次世界大戰（或1920年代末期的農村恐慌）為境，可分成兩大時期。

## 主要的農本主義者
明治前期・中期
- 前田正名
- 品川彌二郎
- 平田東助
- 谷干城

明治後期・大正期
- 橫井時敬
- 柳田國男
- 山崎延吉
- 河上肇
- 石黑忠篤
- 岡田溫

昭和戰前期
- 權藤成卿
- 橘孝三郎
- 加藤完治
- 那須皓

## 關連項目
- 重農主義
- 三里塚鬥爭